# Типы подводных лодок ВМС Китая
Ниже приводятся типы подводных лодок ВМС Китая.

## Дизельные
ДЭПЛ — дизель-электрические подводные лодки

### Многоцелевые
| Проект        | Классификация НАТО | Год  | Схема | Построено | Примечание |
| ------------- | ------------------ | ---- | ----- | --------- | --- |
| 03            | Whiskey class      | 1953 |       | 5 + 21    | Строились по советским чертежам. В СССР были построены первые 5 лодок, остальные собирались в Китае. В данный момент все лодки выведены из состава флота. |
| 033 «Ухань»   | Romeo class        | 1963 |       | 2 + 82    | Две лодки построены по советскому проекту 633, остальные по измененному 033.                                                                              |
| 035 «Минь»    | Ming class         | 1974 |       | 23        | Развитие проекта 033. |
| 039 «Сун»     | Song class         | 1999 |       | 13        | |
| 039A/B «Юань» | Yuan class         | 2006 |       | 12        | |

### С крылатыми ракетами
ДПЛРК — дизельная подводная лодка с крылатыми ракетами.
| Проект       | Классификация НАТО | Год  | Построено | КРПЛ             | Примечание                    |
| ------------ | ------------------ | ---- | --------- | ---------------- | ----------------------------- |
| 033G «Ухань» | Wuhan class        | 1987 | 1         | 6 × YJ-1 / С-801 | Переоборудованный проект 033. |

### С баллистическими ракетами
ПЛРБ — подводная лодка с ракетами баллистическими.
| Проект | Классификация НАТО | Номера | Год  | Схема | Построено | БРПЛ             | Примечание                                                    |
| ------ | ------------------ | ------ | ---- | ----- | --------- | ---------------- | ------------------------------------------------------------- |
| 031G   | Golf class         | №200   | 1966 |       | 1         | Р-11ФМ JL-1 JL-2 | Советский проект 629.                                         |
| 032    | Qing class         | №201   | 2012 |       | 1         |                  | Лодка для испытаний новых видов вооружений, в том числе БРПЛ. |

### Иностранные
Подводные лодки построенные и собранные на территории других государств, а также переданные из иностранных флотов.
| Проект                         | Представители (номер до/после передачи) | Представители (номер до/после передачи)                     | Год  | Построено | Примечание |
| ------------------------------ | --------------------------------------- | ----------------------------------------------------------- | ---- | --------- | ---------- |
| «М» серия XV                   | М-276 М-277 М-278 М-279                 |                                                             | 1954 | 4         |            |
| «С» серия IX-бис               | С-24 С-25 С-52 С-53                     | №401 №402 №403 №404                                         | 1954 | 4         |            |
| 877ЭКМ/636 (Тип «Lin San Liu») | Б-185 Б-188 Б-466 Б-467 Б-340           | №364 №365 №366 №367 №368 №369 №370 №371 №372 №373 №374 №375 | 1994 | 12        |            |

## Атомные
АПЛ — атомные подводные лодки.

### С баллистическими ракетами
ПЛАРБ — подводная лодка атомная с ракетами баллистическими.
| Проект      | Классификация НАТО   | Номера                        | Год  | Схема | Построено | БРПЛ      | Примечание |
| ----------- | -------------------- | ----------------------------- | ---- | ----- | --------- | --------- | --- |
| 092 «Ся»    | Xia (Daquinya) class | №406                          | 1983 |       | 1         | 12 × JL-1 | Построена на базе проекта 091 «Хань». По неподтверждённым данным построено 2 лодки, одна погибла при испытаниях БРПЛ. |
| 094 «Цзинь» | Jin class            | №411 №412 №413 №414 №417 №420 | 2007 |       | 6         | 12 × JL-2 | Построена на базе проекта 093 «Шань».                                                                                 |
| 096 «Тэнг»  | Tang class           |                               |      |       |           | 24 × JL-3 | |

### Многоцелевые
ПЛАТ — подводная лодка атомная торпедная.
| Проект     | Классификация НАТО | Номера                                  | Год  | Схема | Построено | Примечание |
| ---------- | ------------------ | --------------------------------------- | ---- | ----- | --------- | ---------- |
| 091 «Хань» | Han class          | №401 №402 №403 №404 №405                | 1974 |       | 5         |            |
| 093 «Шань» | Shang class        | №407 №408 №409 №410 №415 №416 №418 №419 | 2006 |       | 8         |            |
| 095        |                    |                                         |      |       |           |            |